# 橋本不美男

橋本不美男

橋本 不美男（はしもと ふみお、1922年8月15日 - 1991年12月25日）は、日本の国文学者。王朝和歌が専門。早稲田大学名誉教授。

## 略歴
東京生まれ。1944年9月日本大学法文学部国文科卒業。宮内庁書陵部図書調査官、早稲田大学教授。1990年定年退任。王朝和歌が専門。

## 著書

### 単著
- 『院政期の歌壇史研究 堀河院歌壇を形成した人々』武蔵野書院、1966年。
- 『王朝和歌史の研究』笠間書院、1972年。
- 『原典をめざして 古典文学のための書誌』笠間書院〈笠間選書〉、1974年。
  - 『原典をめざして 古典文学のための書誌』笠間書院、1995年。

### 共編著
- 『建長八年 百首歌合と研究 上』（福田秀一、久保田淳 共編著）未刊国文資料刊行会〈未刊国文資料 第3期 第1冊〉、1964年。
- 『建長八年 百首歌合と研究 下』（福田秀一]]、久保田淳 共編著）未刊国文資料刊行会〈未刊国文資料 第3期 第17冊〉、1971年。
- 『和歌の本質と展開』（赤羽淑、藤平春男共編）桜楓社、1973年。
- 『大斎院御集 : 御所本』笠間書院〈笠間影印叢刊 45〉、1973年。
- 『我が身にたとる姫君』（桑原博史 共編）古典研究会〈古典研究会叢書 第2期 国文学〉、1975年。
- 『校本堀河院御時百首和歌とその研究 本文・研究編』（滝沢貞夫 共編）笠間書院、1976年。
- 『校本堀河院御時百首和歌とその研究 古注・索引編』（滝沢貞夫 共編）笠間書院、1977年。
- 『校本永久四年百首和歌とその研究』（滝沢貞夫 共著）笠間書院、1978年。
- 『袖中抄の校本と研究』（後藤祥子共著）笠間書院、1985年。

『宮内庁書陵部蔵 御所本 三十六人集 全36巻』（橋本不美男 編）新典社、1970年。
- 『三十六人集 : 御所本 3 素性集』1970年。
- 『三十六人集 : 御所本 4 猿丸集』1970年。
- 『三十六人集 : 御所本 5 家持集』1970年。
- 『三十六人集 : 御所本 6 業平集』1970年。
- 『三十六人集 : 御所本 7 兼輔集』1970年。
- 『三十六人集 : 御所本 8 敦忠集』1970年。
- 『三十六人集 : 御所本 9 公忠集』1970年。
- 『三十六人集 : 御所本10 斎宮集』1970年。

### 校訂など
- 『百人一首 小倉山荘色紙和哥』（兼載筆、有吉保、犬養廉と校注）新典社〈影印校注古典叢書〉、1974年。
- 『日本古典文学全集50 歌論集』（有吉保、藤平春男と校注）小学館、1975年。
- 『更級日記 翻刻・校注・影印』（菅原孝標女 著、橋本不美男、杉谷寿郎、小久保崇明 編）笠間書院、1980年。
- 『神道大系 文学編 3 神道和歌』（神道大系編纂会 編、相馬万里子と校注）神道大系編纂会、1989年。

### 記念論集
- 『王朝和歌 資料と論考』笠間書院〈笠間叢書253〉、1992年。
- 『王朝文学 資料と論考』笠間書院〈笠間叢書254〉、1992年。